# Humo
Humo is een Belgisch Nederlandstalig weekblad.

## Geschiedenis
Het blad verscheen voor het eerst als Humoradio in 1936 als Nederlandstalige tegenhanger van Moustique (vroeger: Télémoustique) bij de uitgeverij Dupuis uit Marcinelle. Tussen 1940 en 1944, de oorlogsjaren, verscheen het niet. In 1958, toen de televisie het grote publiek begon te bereiken, werd het blad omgedoopt tot kortweg Humo. In 1993 deed The Press Humo van de hand en werd het tijdschrift overgenomen door de Tijdschriften Uitgevers Maatschappij (TUM, vanaf 1997 Mediaxis). In 2001 kwam het blad in handen van Sanoma Media en sinds mei 2015 wordt het uitgegeven door De Persgroep.
Het voerde tot eind 2011 als ondertitel 'onafhankelijk weekblad voor radio en televisie'. Vanaf oktober 2013 werd de ondertitel opnieuw ingevoerd, maar is sindsdien verkort tot 'onafhankelijk weekblad'. 'Humo' is afgeleid van "Humoradio", dat een samentrekking van 'humor' en 'radio' was.
Eind jaren zestig werd Guy Mortier hoofdredacteur, later creatief directeur, tot hij in 2003 met pensioen ging en daarna betrokken bleef als redactioneel adviseur. Mortier gaf het blad een eigenzinnig, vrijgevochten imago. De moeilijk te definiëren formule van het blad en zijn kenmerkend satirisch karakter, onder meer door een schrijfstijl, de ironische voorpagina's en de libertijnse columns en cartoons kwamen vaak van mensen die door hem werden ontdekt en binnengehaald. Humo werd zo na 1968 de spreekbuis van een jonge, progressieve, generatie in Vlaanderen op cultureel, sociaal en politiek gebied.
Guido Van Liefferinge, die het blad Dag Allemaal uitbouwde tot de grote tegenspeler van Humo, hekelde dit als 'sensatiejournalistiek', maar de afkeer was wederzijds. Er waren meer media en gezagsdragers die Humo's wonderlijke mix van radio- en tv-nieuws, tegendraads commentaar, lichtvoetig gebrachte trends in de muziek, politiek, literatuur en een originele kijk op nieuwe sociaal-culturele inzichten moeilijk te verteren vonden. Daarbij moet wel gesteld worden dat Humo niet steeds de vinger aan de pols had van nieuwe muziek: op vlak van elektronische (dans)muziek bleef Humo lange tijd afzijdig, soms zelfs expliciet afkerig.
Het weekblad Humo is sinds enkele jaren ook in de grotere tijdschriftenwinkels in Nederland te koop. Tevens bestaat sinds het midden van de jaren negentig de mogelijkheid om zich in Nederland op het blad te abonneren. Dit houdt verband met het feit dat tot medio jaren '90 alleen deelnemers aan het omroepbestel het recht hadden om gedetailleerde informatie te verstrekken over de programma's op de Nederlandse publieke omroep.
Naast interviews en lichtvoetige reportages brengt Humo geregeld onderzoeksjournalistiek. Zo moest de Belgische minister Leo Delcroix in december 1994 ontslag nemen toen Humo vermeldde dat hij vennoot was in een firma die een Zuid-Franse villa verhuurde, en dat die firma kleine werken had laten uitvoeren door zwartwerkers die afkomstig waren uit hetzelfde dorp als Delcroix. Een andere ophefmakende reportagereeks verscheen in 1986 over ene 'Notaris X', die beschuldigd werd van seksueel misbruik van zijn twee kinderen, wier pseudoniemen Wim en Jan waren. Later bleek dat de voormalige echtgenote van notaris X een relatie had met een Leuvense professor in de kinderpsychiatrie, die haar verhaal geloofde en ongefundeerde medische rapporten opstelde, waarvan later bijna niets waar bleek te zijn.
In 2007 bracht Humo een dossier over de bouw van de Lange Wapperbrug in Antwerpen, met schets van de belangrijkste elementen die het hele Lange Wapper-project uiteindelijk weer naar af zouden voeren.
Op 23 september 2008 stuntten de uitgeverij Contact en het weekblad Humo met de verdeling van Dimitri Verhulsts nieuwe roman Godverdomse dagen op een godverdomse bol voor de prijs van een Humo-magazine (€ 2,30). Het boek, dat gedrukt was met een oplage van 320.000 exemplaren, kreeg je op die dag immers gratis bij het blad.
Op 4 november 2008 verscheen er in de satirische rubriek Het Gat van de Wereld in het blad een fotomontage waarin twee vrouwen fellatio toepassen op Fernand Koekelberg, een politiecommissaris die ervan verdacht werd twee agentes, Sylvie Ricour en Anja Savonet, ten onrechte een superpromotie te hebben bezorgd (zie zaak-Koekelberg). De advocaten van Koekelberg en Ricour dienden prompt een klacht in en de rechter besloot in kort geding dat het blad onmiddellijk uit de rekken diende te worden gehaald. Humo volgde het rechterlijk bevel, maar diende wel op haar beurt een klacht in tegen de censuur en inbreuk op het recht op vrije meningsuiting.
In 2010 verkocht Sanoma 49% van haar belang in Humo aan de NV De Vijver (de holding die Woestijnvis beheert). Televisiebedrijf Woestijnvis heeft sindsdien de leiding over Humo. Merkwaardig genoeg bleef de ondertitel 'onafhankelijk weekblad' behouden.
De redactieploeg van Humo stapte over naar het nieuwe bedrijf en werkt sindsdien vanuit de vestiging van Woestijnvis in Vilvoorde. Naar eigen zeggen willen Woestijnvis en Humo "in het snel veranderende medialandschap een toonaangevende rol blijven spelen en zijn ervan overtuigd dat ze elkaar kunnen versterken. Men wil het creatieve talent in Vlaanderen nog meer bundelen. Die bundeling moet in het nieuwe crossmediale landschap vuurwerk geven". Op 26 mei 2015 werd aangekondigd dat De Persgroep Humo overneemt.
De wekelijkse oplage van Humo kende de laatste jaren een dalende trend, van 271.408 exemplaren in 2005 naar 262.678 in 2010, 197.692 in 2011, 167.730 in 2012, 150.232 in 2013, tot 128.199 exemplaren in 2014. In 2015 nam dit volgens de cijfers van CIM verder af tot 124.077 exemplaren (waarvan 101.631 verkocht).
Het hoofdredacteurschap van Humo is sinds het vertrek van Guy Mortier en Jörgen Oosterwaal, die hem tot augustus 2010 opvolgde, een baan die niemand lang vol lijkt te houden. Opvolgers Sam De Graeve en Bart Vanegeren hielden het elk ongeveer een jaar vol en op 19 juli 2013 hield ook Wouter Van Driessche het voor bekeken. Hij werd opgevolgd door Karel Degraeve, voormalig hoofd van de redactie, die op 23 september 2013 werd opgevolgd door Danny Ilegems. In december 2015 maakt Ilegems plaats voor de teruggekeerde Jörgen Oosterwaal.

## Bekende (ex-)medewerkers

### Hoofdredacteurs
| Land            | Naam                                | Periode   | Opmerkingen                              |
| --------------- | ----------------------------------- | --------- | ---------------------------------------- |
| Vlag van België | Jef Anthierens                      | 195?-1966 |                                          |
| Vlag van België | Karel Anthierens                    | 1966-1969 |                                          |
| Vlag van België | Guy Mortier                         | 1969-2003 |                                          |
| Vlag van België | Jörgen Oosterwaal en Mark Schaevers | 2003-2004 | Creatief directeur Guy Mortier           |
| Vlag van België | Jörgen Oosterwaal                   | 2004-2010 | Creatief directeur Guy Mortier           |
| Vlag van België | Sam De Graeve                       | 2010-2011 | Creatief directeur Guy Mortier           |
| Vlag van België | Bart Vanegeren                      | 2011-2012 | Creatief directeur Guy Mortier           |
| Vlag van België | Wouter Van Driessche                | 2012-2013 | Tot 2012: creatief directeur Guy Mortier |
| Vlag van België | Karel Degraeve (ad interim)         | 2013      |                                          |
| Vlag van België | Danny Ilegems                       | 2013-2015 |                                          |
| Vlag van België | Jörgen Oosterwaal                   | 2015-     |                                          |

### Bekende huidige journalisten en fotografen
- Jan Antonissen
- Jurgen Beckers
- Annemie Bulté
- Stefanie de Jonge
- Yves Desmet
- Johan Jacobs (fotograaf)
- Jan Hertoghs
- Jeroen Maris
- Marco Mertens (fotograaf)
- Tom Pardoen
- Ayfer Erkul
- Charlie Poel
- Mark Schaevers
- Herman Selleslags (fotograaf)
- Serge Simonart
- Kristoff Tilkin
- Rudy Vandendaele
- Guido Van Meir
- Marc Van Springel
- Katia Vlerick
- Montasser AlDe'emeh (freelance-journalist)

### Bekende ex-Humo-journalisten
- Johan Anthierens
- Herman De Coninck
- Marc Didden
- Hugo Gijsels
- Wilfried Hendrickx
- Staf Herten
- Martin Heylen
- Jolien Janzing
- Koen Meulenaere
- Marc Mijlemans
- Geert Op de Beeck
- Piet Piryns
- Sven Spoormakers
- Johan Struye
- Jan Theys (niet te verwarren met de gelijknamige televisiepresentator Jan Theys)
- Jan Torfs
- Wouter Vandenhaute
- Frank Vander linden
- Jan Van Rompaey
- Raf Weverbergh
- Bruno Wyndaele

### Columnisten
- Herman Brusselmans
- Willy Courteaux
- Patrick De Witte, beter bekend onder zijn initialen (pdw)
- Arnon Grunberg
- Gerrit Komrij
- Tom Lanoye
- Delphine Lecompte
- Hugo Matthysen
- Jan Mulder
- Kees van Kooten
- Guido van Meir
- Rudy Vandendaele
- Bent Van Looy
- Nico Dijkshoorn

### Cartoonisten en striptekenaars
- Jan Bosschaert
- Gummbah
- Jeroom
- Kamagurka
- Ever Meulen
- Morris
- Herr Seele
- Joost Swarte
- Fritz Van Den Heuvel
- Peter van Straaten
- Hanco Kolk en Peter de Wit
- Jonas Geirnaert
- Martyn F. Overweel

## Rubrieken

### Vaste rubrieken
- Open Venster: lezersbrieven
- Humo sprak met...: interviews met politici, sportlui, mensen uit de amusementssector
- Uitgebreid radio- en televisieprogrammaoverzicht
- Dwarskijker: televisiekritiek. Aanvankelijk geschreven door Willy Courteaux, later door Rudy Vandendaele
- Filmrubriek, door Erik Stockman
- Boekenbal: boekenrubriek
- The Wild Site: internetrubriek
- Linke Boel: grappige en opmerkelijke internetlinks
- TTT: (staat voor Tieners, Toppers, Treffers) uitgebreide muziekrubriek. In het verleden maakten onder andere Guy Mortier, Marc Didden, Marc Mijlemans, Rudy Vandendaele en Pdw deel uit van Humo's TTT-redactie. Momenteel zijn Serge Simonart, Jurgen Beckers, Geert Op de Beeck en Charlie Poel de bekendste medewerkers.
- De 7 hoofdzonden: wisselend van plaats (begonnen door wijlen Staf Herten)

- Columns door Jan Mulder, Hugo Matthysen, Herman Brusselmans, Arnon Grunberg, Tom Lanoye, Delphine Lecompte en Kees van Kooten
- Strips en cartoons door Kamagurka, alleen (Kamagurkistan, Bert en Bobje, ... ) of samen met Herr Seele (Cowboy Henk), Jeroom (Reetman, Tettenman, Ridder Bauknecht en Jos, het debiele ei), Gummbah en Jonas Geirnaert (Kabouter Wesley)
- Kruiswoordraadsel
- Uitlaat: rubriek waarbij mensen (anoniem naar eigen keuze) hun mening over de media kunnen uiten, vaak van komisch antwoord voorzien door de Uitlaatcommentator. De verborgen identiteit van de Uitlaatcommentator is een running gag in de rubriek.
- Het Gat van de Wereld (aanvankelijk afgewisseld door Het Holst van de Leeuw): fictieve en ludieke "reportages" waarin vooral veel met Bekende Vlamingen gelachen wordt. Deze rubriek ontstond in 2006 en lijkt sterk op soortgelijke pagina's in het inmiddels ter ziele gegane blad Deng.

### Voormalige rubrieken
- Beau Monde: humoristische roddel- en showbizzrubriek van Kenny De Groot
- Week Tartaar: komisch weekoverzicht van (pdw)
- Het wordt te veel voor Corneel, commentaren door Guido Van Meir: de (fictieve) bejaarde Cornelius Bracke vertelt over zijn dagelijkse avonturen, die zich dikwijls afspelen in zijn stamcafé De Kroon
- James van de Games: elke week worden twee recente computerspelletjes kort voorgesteld.

### Jaarlijks en tweejaarlijks
- Humo's Prijs van de Kijker: lezers kiezen het beste televisieprogramma dat het afgelopen jaar op de Vlaamse zenders te zien was
- De Eindejaarsvraagjes: bekende Vlamingen vertellen wat zij de markantste gebeurtenis, het beste boek, de beste film van het afgelopen jaar vonden
- Humo's Pop Poll: lezers kiezen de Man van het Jaar, Vrouw van het Jaar, Lul (m/v) van het Jaar etc.
- Humo's gouden stud: de meest sexy voetballer van het jaar (laatste uitreiking 2010)
- Humo's Rock Rally: tweejaarlijkse talentenjacht sinds 1978 voor rockmuzikanten.
- De HA! van Humo: prijs voor het beste tv-programma van het jaar
- Humo's Comedy Cup: tweejaarlijkse talentenjacht voor comedians